# Karolina Pęk
Karolina Pęk, née le 8 février 1998 à Cracovie, est une pongiste handisport polonaise concourant en classe 9. Elle est championne paralympique par équipes lors des Jeux de 2016.

## Biographie
Elle est née avec une paralysie périnatale du plexus de l'épaule.

## Palmarès

### Jeux paralympiques
- médaille d'or par équipes classe 6-10 aux Jeux paralympiques d'été de 2016 à Rio de Janeiro
- médaille de bronze par équipes classe 6-10 aux Jeux paralympiques d'été de 2012 à Londres
- médaille de bronze en individuel classe 9 aux Jeux paralympiques d'été de 2016 à Rio de Janeiro
- médaille de bronze en individuel classe 9 aux Jeux paralympiques d'été de 2020 à Tokyo